# Draculoides akashae
Draculoides akashae (лат.) — вид паукообразных из отряда шизомид (Schizomida). Обитает в Западной Австралии.

## Этимология
Видовой эпитет Draculoides akashae относится к вымышленному персонажу Акаше, королеве вампиров из книги американской писательницы Энн Райс «Царица проклятых» (1988).

## Описание
Мелкие членистоногие желтовато-коричневого цвета, длина тела от 3,89 до 4,09 мм. Пропелтидиум с 2 + 1 апикальными щетинками в треугольном образовании на переднем отростке и 2 + 2 щетинками; глазные пятна есть. Мезопельтидии отделены. Метапелтидиум разделен. Передняя часть стернума с щетинками 13 (в том числе 2 стернапофизиальных щетинки); задняя часть стернума треугольной формы с 7 щетинками. Фиксированный палец хелицер с 2 большими зубцами и между ними 4 меньшими зубцами; перепончатая область между неподвижным и подвижным пальцами с 3 большими ланцетными апикально ворсистыми щетинками. Самки морфологически неотличимы от других видов Draculoides (самцы неизвестны). Draculoides akashae можно диагностировать от всех других видов, которые были секвенированы по 12S с помощью мини-баркода 50bp. Секвенирование на ITS2 показало сходство с видами D. anachoretus, D. bythius, D. eremius, D. gnophicola, D. kryptus, D. mckechnieorum, D. warramboo, D. immortalis, D. belalugosii, D. christopherleei и D. piscivultus (которые нельзя различить с помощью мини-баркода ITS2), но отличает от всех других видов рода.